# Mi primer Sony

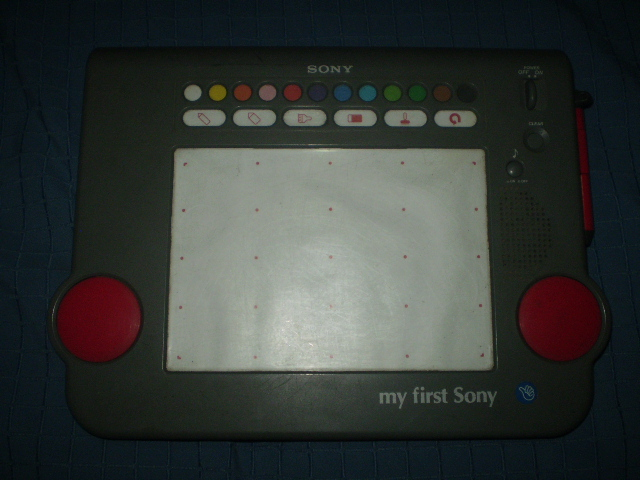
Mi primer Sony - Pizarra Electrónica

Mi primer Sony o my first Sony es una línea de productos electrónicos de pequeña escala desarrollada por Sony en la década de los 80 para niños. La línea fue diseñada con colores llamativos (el rojo era el más común) y con controles fáciles de utilizar. Dentro de la línea están el walkman (casetera portátil), micrófono amplificado con casetera, grabadora de casete, radiocasetera, alarma despertadora, pizarra electrónica y radiocomunicadores o walkie talkies. El artista de voz Chuck McKibben acompañado de niños, participaron en un anuncio televisivo de estos productos, cuya canción decía: "I like pizza pie, I like macaroni, but what I love is My First Sony!". La traducción al español de este canto es: "¡Me gusta la pizza, me gusta el macarrón, pero lo que amo es Mi Primer Sony!"
En el anuncio para los territorios de habla hispana, la canción dice: "Me gusta cantar, andar en un pony, pero prefiero Mi primer Sony".
A nivel general, esta línea de productos no fue solamente ganancia económica para Sony. También promovía el desarrollo de la imaginación y la creatividad en los niños, por lo que se puede decir que se estaban formando artistas en múltiples categorías.